# Brzuchorzęski
Brzuchorzęski (Gastrotricha) – typ mikroskopijnych wodnych zwierząt bezkręgowych, dawniej klasyfikowanych jako gromada obleńców. Obejmuje około 800 gatunków trójwarstwowych, acelomatycznych zwierząt o długości od 80 μm do 3 mm.

## Występowanie
Brzuchorzęski to wolno żyjące organizmy, zamieszkujące bentos oceaniczny lub będące składnikiem planktonu i bentosu zbiorników słodkowodnych na całym świecie. W mule dennym odnajduje się znaczne ilości tych bezkręgowców – w ekosystemach zbiorników słodkowodnych stwierdzano do 158 osobników na 10 cm². W polskich wodach śródlądowych stwierdzono 94 gatunki z trzech rodzin (Chaetonotidae, Dasydytidae i Neogosseidae).

## Budowa
Nazwa „brzuchorzęski” nawiązuje do faktu, że tylko część brzuszna tułowia tych bezkręgowców pokryta jest rzęskami. Odcinek głowowy pokryty jest rzęskami w całości; część z nich pełni funkcje zmysłowe, wykrywając ruchy wody i obecność specyficznych związków chemicznych. Wiele brzuchorzęsków posiada ponadto dołki zmysłowe stanowiące bardziej wyspecjalizowane narządy chemorecepcji, niektóre gatunki odbierają również bodźce świetlne przy pomocy plamek pigmentowych wbudowanych w zwoje mózgowe. Powierzchnia całego ciała pokryta jest ornamentem licznych łusek, płytek i kolców, będących wytworami cienkiego oskórka. Na ilustracji po prawej widoczny jest charakterystyczny geometryczny wzór, który tworzą te wyrostki.
Jama ciała brzuchorzęsków wypełniona jest płynem, którego turgor kontrolowany jest przez prosty układ wydalniczy typu protonefrydialnego. Oddychanie zachodzi poprzez ścianę ciała. Układ pokarmowy ma postać prostej rury, nie występują wyspecjalizowane gruczoły trawienne: przyswajanie pokarmu następuje za pośrednictwem indywidualnej aktywności enzymatycznej komórek pokrywających pomarszczoną w fałdy powierzchnię jelita.

## Odżywianie
Zwierzęta te odżywiają się mikroskopijnymi organizmami (np. glonami, bakteriami i pierwotniakami), naganiając je w kierunku otworu gębowego skoordynowanymi ruchami rzęsek i wsysając nagłym skurczem umięśnionego gardła.

## Rozmnażanie
Większość gatunków jest obojnacza, co oznacza, że każdy osobnik posiada zarówno organy rozrodcze męskie, jak i żeńskie. Niektóre gatunki słodkowodne mogą być partenogenetyczne, czyli rozmnażające się bez udziału samców. Proces zanikania płci męskiej widoczny jest w częściowej redukcji męskiego narządu kopulacyjnego, jaką obserwuje się u niektórych gatunków. O ile więc część gatunków posiada dobrze wykształcony ogonowy narząd kopulacyjny osadzony przy ujściu nasieniowodu, za pomocą którego samce zapładniają samice, u innych gatunków pojawiła się możliwość rozwinięcia się dorosłego osobnika z niezapłodnionej komórki jajowej – męski narząd kopulacyjny stał się po prostu zbędny. Różny stopień redukcji tego narządu widoczny u różnych gatunków obrazuje proces przechodzenia od obojnactwa do partenogenezy.

## Systematyka
Na podstawie wielu cech morfologicznych, ekologicznych i rozrodczych brzuchorzęski dzielone są na dwa rzędy: w większości słonowodny Macrodasyida (około 360 gatunków) oraz głównie słodkowodny Chaetonotida (około 470 gatunków). W oparciu o analizy morfologiczne wyróżniono kilkanaście rodzin: 
- rząd: Chaetonotida
  - podrząd: Multitubulatina
    - rodzina: Neodasyidae

  - podrząd: Paucitubulatina
    - rodzina: Chaetonotidae
    - rodzina: Dasydytidae
    - rodzina: Dichaeturidae
    - rodzina: Muselliferidae
    - rodzina: Neogosseidae
    - rodzina: Proichthydiidae
    - rodzina: Xenotrichulidae
- rząd: Macrodasyida
  -     - rodzina: Cephalodasyidae
    - rodzina: Dactylopodolidae
    - rodzina: Hummondasyidae
    - rodzina: Lepidodasyidae
    - rodzina: Macrodasyidae
    - rodzina: Planodasyidae
    - rodzina: Redudasyidae
    - rodzina: Thaumastodermatidae
    - rodzina: Turbanellidae
    - rodzina: Xenodasyidae

Dotychczasowe badania molekularne potwierdziły monofiletyzm Gastrotricha, jako całej grupy, ale nie dały jednoznacznych wyników dla ustalenia pokrewieństwa wewnątrz typu – pomiędzy poszczególnymi rodzinami.